# Naomy
Naomi Moldovan ( n. 25 aprilie 1977, Sighișoara, Mureș, România – d. 19 aprilie 2024, Dortmund, Germania), cunoscută sub numele de scenă Naomy sau Naomi, a fost o cântăreață, compozitoare, actriță transgender și lucrătoare sexuală de etnie romă din România. Ea a câștigat cele mai multe premii la nivel interjudețean și festivaluri naționale de muzică ușoară din România și deține un record național de 75 de premii în 103 de apariții, confirmate de către Radio România Actualități, în 1998 de către Andrei Titus.
Naomy a intrat în atenția publicului odată cu participarea la Selecția Națională 2014 pentru Concursul Muzical Eurovision 2014, cu piesa "Dacă tu iubești", scrisă de Rareș Borcea si compusă de Jimi Laco, cu care s-a plasat pe locul 10, cu un scor de 3 puncte.

## Copilăria
Naomy s-a născut și a crescut într-un orfelinat situat în Luduș până la vârsta de 15 ani, unde a absolvit, de asemenea, școala. 
La 3 zile după nașterea sa, ea a fost abandonată într-un șanț.
A arătat un interes deosebit în muzică, de la o vârstă foarte fragedă. Ulterior, s-a mutat departe de Luduș, la Târgu Mureș, și a participat la o preselecție pentru Școala Populară de Artă, la secțiunea canto, unde a trecut examenul practic cu nota 10. Ca urmare a acestui fapt, a studiat la acea școală timp de doi ani consecutivi. În anul 1992, s-a mutat la București, unde a urmat cursurile Școlii Populare de Artă (muzică ușoară, secțiunea canto) și a școlii Palatului Național al Copiilor.
Și-a schimbat deadname-ul în numele de scenă simplu Naomy, la sugestia artistei Loredana Groza și a lui Mircea Zara.

## Cariera
În 2008, Naomy a participat la Mamaia Music Festival cu melodia "Salcia", scrisă de Horia Moculescu, si grupul său Naomi International, cu care a realizat si un album jazz in toamna aceluiași an.
De asemenea, ea a câștigat cele mai multe premii la nivel interjudețean și festivaluri naționale de muzică ușoară din România și deține un record național de 75 de premii în 103 de apariții, confirmate de către Radio România Actualități, în 1998 de către  Andrei Titus.
Naomy a intrat în atenția publicului o data cu participarea la Selecția Națională 2014 pentru Concursul Muzical Eurovision 2014 cu piesa "Dacă tu iubești" scrisă de Rareș Borcea si compusă de Jimi Laco cu care s-a plasat pe locul 10 cu un scor de 3 puncte. În anul următor, ea a stârnit controverse pentru că nu a trecut de preselecția națională pentru Concursul Muzical Eurovision 2015, din cauză că Mădălin Voicu, un colaborator al artistei, nu a mai fost președintele juriului și a fost exclus.
În perioada septembrie 2014 și februarie 2015 a încercat să se sinucidă din cauza insucceselor pe plan profesional și personal. Prima dată prin tăierea venelor , iar a doua oară luând un pumn de medicamente. După incident a dat un interviu in exclusivitate ziarului Cancan. 
Ulterior în 2015, a anunțat pe contul ei de Facebook că a trimis doua melodii pe care le-a finalizat deja, "What's Going On" și "Să-ți spun ce simt pentru noi", la preselecțiile pentru spectacolele Italiene, Elvețiene, Norvegiene și Suedeze de la Concursul Muzical Eurovision 2016. "Să-ți spun ce simt pentru noi" a fost scrisă chiar de către Naomy, în timp ce producția a fost tratată de Marius Constantin.

## Discografie
- "Dacă tu iubești" (2014)[6]
- "Recunosc că mi-a fost dor de tine" (2014)[14]
- "Rămâi cu mine în noaptea de Crăciun" (feat. Vladimir) (2014)[15]

## Filmografie
Debutul cinematografic s-a produs cu filmul Gadjo dilo  (în limba română Străinul nebun, în limba engleză The Crazy Stranger), film francez din 1997 filmat în România, regizat de Tony Gatlif, interpretând rolul lui Adriani.